# Musaranya de Rainey
La musaranya de Rainey (Crocidura raineyi) és una espècie de mamífer eulipotifle de la família de les musaranyes (Soricidae) endèmica de Kenya. Està amenaçada pel pasturatge excessiu que s'esdevé al seu hàbitat.